# Beiyangflottan
Beiyangflottan (北洋水師; Běiyángshuǐshī) "Nordsjöflottan" var en kinesisk örlogsflotta under slutet av Qingdynastin (1644–1912). Beiyangflottan, som var en av fyra kinesiska flottor opererade i de nordliga haven. Beiyangflottan utvecklades under 1870-talet och 1880-talet. Högkvarteret för Beiyangflottan låg vid Liugongön utanför Weihai på Shandonghalvön under ledning av amiral Ding Ruchang. Beiyangflottan deltog i Slaget vid Yalufloden 1894 och Slaget vid Weihaiwei 1895 där flottan slutligen gick under.

## Uppbyggnad
Beiyangflottan har sin grund från 1871 då Qingdynastin hade fyra örlogsskepp som patrullerade i de kinesiska norra farvattnen. Beiyangflottan var då den svagaste av de fyra flottorna. De tre övriga var Nanyangflottan, Fujianflottan och Guangdongflottan.
På 1970-talet började Änkekejsarinnan Cixis rådgivare Li Hongzhang efter att Japanska imperiet invaderat Taiwan 1874 bygga upp Beiyangflottan. Li Hongzhang hade under hela uppbyggande av flottan en svår balansgång för att få ekonomiska resurser. Kejsar Guangxu var villig att skjuta till medel, men den mäktiga Cixi ville lägga stora ekonomiska resurser på att renovera Sommarpalatset. Beiyangflottan var helt etablerad 1888 och 1890 var Beiyangflottan den starkaste av de fyra flottorna. Efter 1888 byggdes inga nya skepp och 1891 stannade utvecklingen av Beiyangflottan helt, och inga nya investeringar gjordes vilket bland annat resulterade i brist på ammunition. En anledning av Cixis kostsamma renovering av Sommarpalatset.

## Skepp

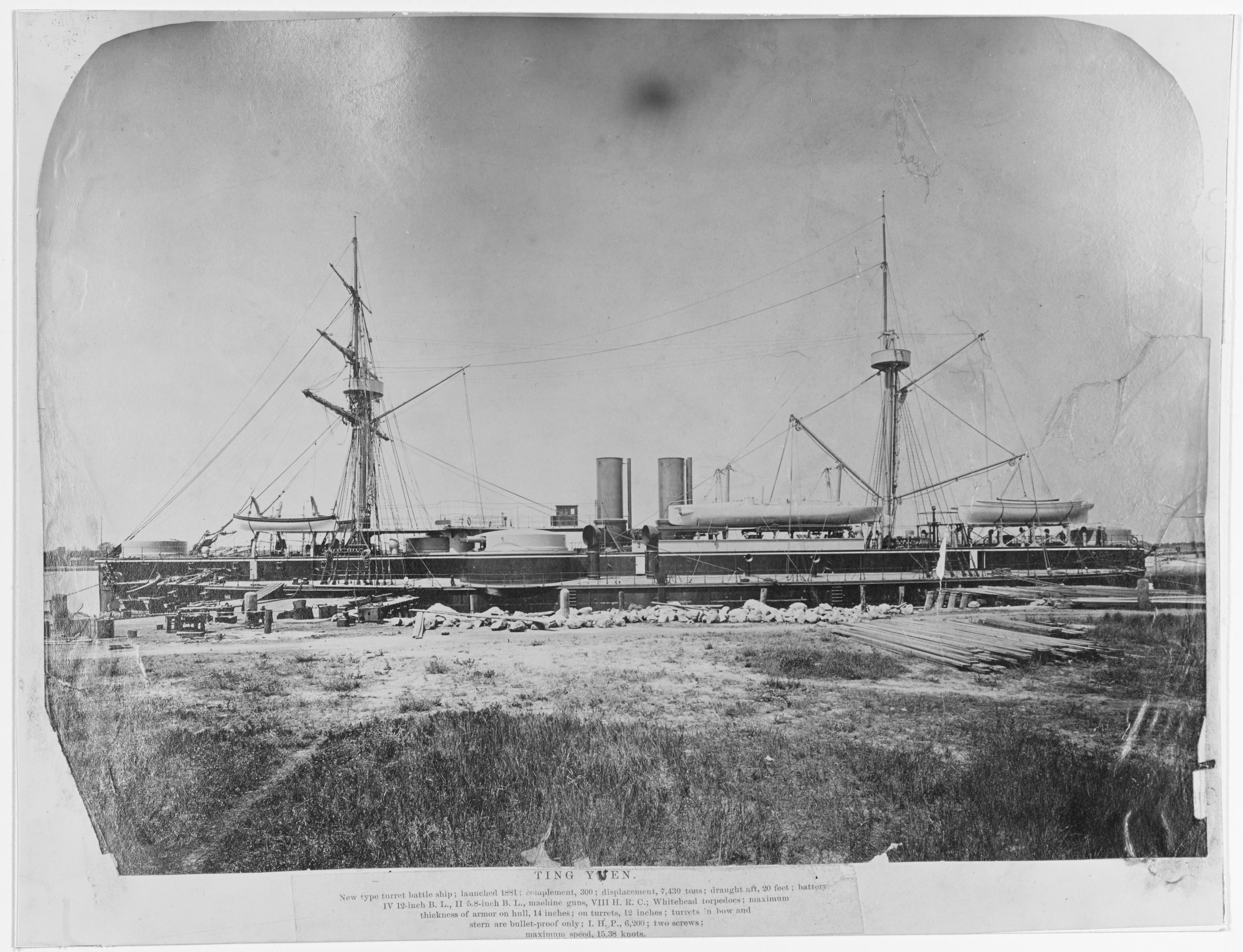
Beiyangflottans flaggskeppe Dingyuan fotograferad 1884.

Grunden till flottan var de två slagskeppen Dingyuan och Zhenyuan som var de mest avancerade slagskeppen för sin tid. Ryggraden i Beiyangflottan utöver slagskeppen var totalt åtta kryssare. Därutöver fanns fyra (eller sex) torpedbåtar, ett pansarskepp och minst en korvett. Det fanns även ett antal hjälpskepp.

## Slag

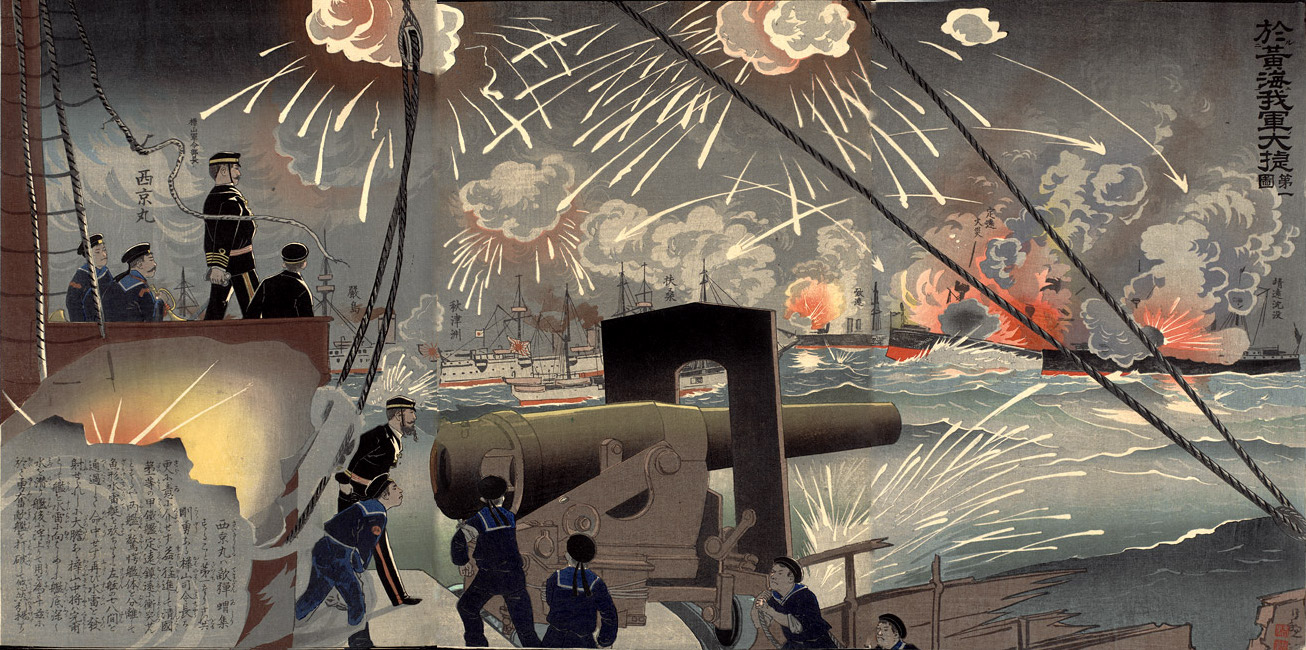
Målning föreställande Slaget vid Yalufloden 1894.

Under Fransk-kinesiska kriget (1884–1885) deltog inte Beiyangflottan i några väpnade konflikter.
Efter att Första kinesisk-japanska kriget bröt ut 1894 utkämpades det första sjöslaget 17 september vid Slaget vid Yalufloden. Under slaget deltog större delen av Beiyangflottan. Beiyangflottan och japanska imperiets flotta möttes, eventuellt av en slump, i Koreabukten och strid utbröt. De japanska fartygen var mer snabbrörliga än de kinesiska, men kineserna hade kraftigare bestyckning. Dock hade kineserna mycket dålig ammunition beroende på de ekonomiska åtstramningarna. När slaget var över efter fem timmar hade Beiyangflottan lidit mycket stora förluster. Totalt 8 skepp var sänkta eller allvarligt skadade, medan Japan kom undan med bara fyra skadade skepp. De kinesiska båtar som fortfarande var sjödugliga efter slaget begav sig till Lüshunkou (Port Arthur) för reparation, och stannade där till november för att sedan kraftigt försvagade omgruppera till högkvarteret vid Weihai.
I början av 1895 anföll japanerna Weihai både från land och från sjösidan under Slaget vid Weihaiwei. Beiyangflottan var i dåligt skick och både Dingyuan och Zhenyuan var fortfarande svårt skadade efter Slaget vid Yalufloden. Slaget innebar slutet för Beiyangflottan, som till stora delar totalförstördes. Dingyuan sänktes och Zhenyuan övertogs av den japanska flottan.